# Zaongo (Boala)
Pour les articles homonymes, voir Zaongo.
Zaongo est une commune rurale située dans le département de Boala de la province du Namentenga dans la région Centre-Nord au Burkina Faso. 

## Géographie
Zaongo se situe à environ 12 km au nord-est de Boala, le chef-lieu du département, et à 16 km au sud-ouest de Zéguédéguin, sur la route reliant les deux villes. La route nationale 15 reliant Boulsa à Kaya est accessible à Boala.

## Histoire
Le 6 novembre 2023, ce village a été endeuillé par un massacre perpétré par des assaillants dont l’identité n’a pas encore été précisé . Il s’agit selon plusieurs sources journalistiques d’un massacre qui a causé la mort de centaines de civiles dont des femmes et des enfants  

## Économie
Basée principalement sur l'agro-pastoralisme, l'économie de Zaongo profite également de sa position entre les deux chefs-lieux départementaux pour l'activité de son important marché local.

## Éducation et santé
Zaongo accueille un centre de santé et de promotion sociale (CSPS).
Le village possède deux écoles primaires publiques (A au bourg et B à Roumkilga).